# Hikari no Densetsu
Piruetas en (japonés. 光の伝説 Hikari no Densetsu, lit. Leyenda de Luz) es una serie de anime y un manga de la autora Izumi Aso sobre una joven muchacha que se llama Hikari Kamijou, que sueña con convertirse en una campeona nacional y olímpica en la competición de gimnasia rítmica. El título original de la serie se traduce en inglés como "Leyenda de la luz" (el nombre original de la heroína de la historia, Hikari, significa "luz" en japonés). 
La serie de anime, producida por Tatsunoko, no fue muy bien aceptada en Japón y fue sacada del aire debido a una débil sintonía en el país (terminando la serie en solamente 19 episodios, a diferencia de los 26 episodios que había sido planeados en ser producidos por los productores). Pese a ello, se convirtió en una serie extremadamente popular en ciudades como Madrid o París y otros países Europeos (particularmente en Francia, Italia, Alemania, y España). Primero fue mostrada en Italia en 1988 bajo el título "Hilary," (el mismo nombre le es dado a la heroína de la historia). En el mismo año fue distribuida en Francia como "Cynthia ou le rythme de Vie" (Cynthia o el ritmo de la vida). En 1991 fue distribuida en España bajo el nombre "Piruetas" (aquí el nombre de Hikari es Valentina) y finalmente en 1994 fue distribuida en Alemania como "Die Kleinen Superstars" (La pequeña súper estrella). La serie no se ha distribuido más como muchas otras series animadas de los años 1970 y los 1980 en la televisión de nuevo y nunca fue lanzada en los Estados Unidos de América, probablemente debido a la carencia percibida del interés del tema en el cual el anime y el manga se basan. 
La serie del manga tampoco se ha impreso en los Estados Unidos (probablemente debido a las mismas razones por las que la serie del anime no se ha lanzado) y desde abril de 2007 sólo ha sido impresa en Japón e Italia. En Japón, "Hikari no Densetsu" es la única serie de anime y manga que se base principalmente en la gimnasia rítmica como la materia del tema principal de una serie de anime y de manga.

## Argumento
La historia trata de Hikari (Valentina, en la versión española), una chica joven que sueña con ser una campeona en el deporte de la gimnasia rítmica. Valentina se inscribe en club de gimnasia rítmica en su escuela para poder convertirse en una gran campeona. Al principio Valentina no parece muy buena en sus presentaciones gimnásticas pero todo esto cambia cuando ella recibe ayuda de Takaaki Ooishi (Mario en la versión española), un compañero de clase que la ayuda a mejorar sus capacidades como competidora de gimnasia rítmica. Mario es el chico más popular de la escuela y el mejor gimnasta del cuerpo entero de la escuela. Con la ayuda y la ayuda de Mario, los talentos verdaderos de Valentina en la gimnasia rítmica empiezan a encenderse en uno de los torneos locales entre las escuelas secundarias del país. Esta nueva muestra del talento que Valentina demuestra en este torneo rápidamente la puso en el mapa del mundo local de su barrio y en el nivel nacional de la competición junto con el nombre de la mejor gimnasta rítmica de su escuela, Hazuki Shiina (Liliana en la versión española). 
Valentina comienza a admirar y a respetar a Mario por su ayuda y pronto desarrolla sentimientos hacia él. Durante este tiempo ella también desarrolla una amistad y una rivalidad con Liliana. Una rivalidad sana se forma entre las dos muchachas y pronto ambas comienzan a admirar las fuerzas que cada una tiene. Mientras que Liliana representa la tranquilidad, la elegancia, la gracia y la sobriedad del deporte; Valentina es la explosividad del deporte, la colorida, la frescura y energía del deporte. Mientras que Valentina comienza a formar una amistad con Liliana, ella comienza a desear poder tener la flexibilidad, la estética y la gracia de Liliana. También Liliana secretamente comienza a desear poder tener la potencia, la energía y el colorido de Valentina.
Aunque Valentina no lo demuestra sus fuerzas en sus presentaciones, ella tiene un buen sentido y conocimiento natural de la observación cuando viene a la gimnasia rítmica. Ella puede aprender las técnicas mejor que Liliana y con tiempo puede sobrepasarla. Sin embargo, hay algo que Hikari necesita trabajar: ella necesita agregar más gracia y elegancia a sus presentaciones. Ella logra alcanzar esto con la ayuda de Mao Natsukawa (Coque en la versión española). Coque es un viejo amigo de la niñez de Valentina. Él es cantante de una banda de Rock 'n' Roll llamada Sr. D (Mister D, en la historia original). Coque, como Valentina, tiene sueños propios. Él sueña con ser un ídolo mundial de música del Rock 'n' Roll. Mientras tanto como él está trabajando en sus sueños, ayuda a Valentina para alcanzar su sueño creando la música que ella utiliza en sus presentaciones de gimnasia rítmica. Juntos forman un dúo muy impresionante que pronto reciben el respecto de los jueces de la música y de la gimnasia rítmica, así como la admiración de los espectadores que los miran en sus presentaciones. Aunque él se burla constantemente de Valentina, él está siempre allí para ella cuando ella le necesita.
Durante los años, Coque ha desarrollado sentimientos por Valentina y empieza a amar a Valentina muy profundamente. Desafortunadamente Coque no sabe cómo expresar sus sentimientos y tiene un rato muy duro tratando de expresar sus sentimientos hacia ella. Cuando hay tensión entre los dos se puede ver en la manera que Valentina hace sus funcionamientos mientras compite en su deporte, pero cuando ellos están unidos y en buenos términos son invencibles. Aunque tienen una relación cercana, Valentina está enamorada con Mario, y esto causa épocas duras en la amistad de Valentina y de Coque. Coque sabe los sentimientos que Valentina tiene por Mario, pero se mantiene al lado de Valentina como un buen amigo.
Este triángulo del amor pronto se convierte en un cuadrado del amor cuando Valentina descubre que Liliana también tiene los mismos sentimientos por Mario que ella. Ahora son no solamente amigas, también se convierten en rivales en el deporte y el amor. Hikari no sabe lo que Mario siente por ella, y ella tiene dificultad en expresar sus sentimientos por ya que siempre se pone un poco nerviosa cuando él está a su alrededor. Valentina se siente que, porque ella tiene todavía que ser la mejor gimnasta del estilo rítmico, Mario tal vez solo puede ver a Liliana como pareja debido a sus habilidades y talento gimnástico. Valentina comienza a perfeccionar sus habilidades y pronto está compitiendo a nivel nacional e internacional, donde ella conoce a nuevas competidoras del deporte.
Aquí es donde diferencian el manga y la serie de anime. En la serie de la TV, demuestran el corazón y nos de Mario de los triunfos de Valentina y vemos un pequeño delantero del futuro de Valentina, Mario, Liliana y Coque: Valentina se ve en el futuro una gran campeona olímpica, Mario se está recuperando de una lesión pero con expectativas olímpicas, Coque está trabajando en su carrera y Liliana se ha retirado y está trabajando con los niños que aspiran a convertirse en campeones olímpicos.

## Final en la Versión del Manga
La historia del manga, sin embargo, sigue una trayectoria muy diferente a la de la serie animada. La rivalidad entre Valentina y Liliana acaba cuando Valentina gana una competición nacional, dándole la oportunidad de competir en los Juegos Olímpicos de Seúl en el verano de 1988. Esto significa que Valentina finalmente ha madurado como atleta y que ella finalmente ha logrado superar a Liliana como gimnasta. Valentina finalmente ha superado a Liliana en términos de la capacidad como gimnasta rítmica, pero su rivalidad por el afecto de Mario todavía va fuerte, especialmente cuando se revela que Mario ha estado desarrollando sentimientos por ambas por cierto tiempo. Valentina, Coque, Liliana, Mario y el resto de los atletas que compiten en las Olimpiadas de verano de 1988 viajan a Seúl. Allí, Valentina descubre que Mario y Liliana están enamorados y que están prometidos.
Esta información causa mucho dolor a Valentina y más aún cuando ella va a Coque buscando apoyo emocional y él la rechaza. Coque, cansado de siempre venir después de Mario, está frustrado con ella, puesto que Valentina se está concentrando siempre en Mario aunque ella sabía siempre en su interior profundo que Mario (mientras que él desarrollaba las sensaciones para ella al principio) él siempre ha visto ha Valentina como una amiga o una hermana pequeña.
Cuando Coque se aleja, Valentina comienza a ver cuán importante él es para ella y cuánto lo extraña, y se da cuenta de cuánto lo quiere. Incluso mientras que él no está allí para verla competir, Valentina está determinada en probar a Coque que él es una parte muy importante de su vida y de su éxito, y que él es más importante para ella que cualquier competición o trofeo. Y juntos Valentina y Coque demostrarán al mundo que su nuevo amor encontrado para uno al otro es lo que los hacen campeones verdaderos.
En el final del manga, Valentina está compitiendo en las Olimpiadas de verano de 1988, en Seúl, Corea del Sur. Mientras que ella se está realizando, Mao comienza a cantar una canción italiana de amor incluso yendo contra las reglas al utilizar música vocal durante competiciones. Los jueces la descalificarían probablemente de la competición, pero a pesar de este Hikari y Mao acabó su funcionamiento que se aplaude de la muchedumbre y sus amigos, Ooishi y Shiina, que han venido a verlo realizarse. Antes de los avisos de los jueces o de que cualquiera se puedan hacer, Hikari y Mao salen de la arena de la competición y se ven rápidamente salir del edificio. Mientras que están saliendo de Ooishi y Shiina funciona hacia ellos, diciéndoles en voz alta con sonrisas en sus caras. A medida que continúan hacia a la salida Mao e Hikari miran atrás. El manga concluye con Hikari que sonríe, haciendo alusión que en el extremo ella puede no haber ganado una medalla, pero que ella tendrá un futuro brillante con Mao.

## Personajes
El diagrama de la serie del manga y del anime está principalmente sobre Hikari y su sueño de convertirse en una de las mejores gimnastas del mundo. Como el anime y manga continuados para convertirse, la historia gira alrededor de Hikari, Ooishi y Shiina y los incidentes, las desgracias, y las aventuras que aprenden de la vida que experimentan mientras que trabajan difícilmente para que sus sueños alcancen el stardom olímpico. En la serie Mao del anime, introducen rápidamente y va a un músico joven de un carácter secundario a un carácter primario dentro de una cuestión de algunos episodios (él aparece más adelante como una parte del manga echó en el volumen 4). La demostración de la televisión daría de vez en cuando más atención a las vidas de los antagonistas (encargado de Mao), de los caracteres de menor importancia (familia de Hikari) o de la gente medio-diaria como manera de setting-up un diagrama, o de aclarar un punto (un método común en las series de anime de los años 80 y hoy). Los retrocesos también fueron utilizados de vez en cuando en la demostración por razones similares. Algunos otros caracteres de menor importancia eran un pedacito subdesarrollado o desarrollo muy pequeño recibido del carácter debido al hecho de que algunos de ellos fueron utilizados solamente como parte de la calidad visual de la serie del anime y del manga en general o debido al anime que era concluido después de solamente diecinueve episodios. Los productores tuvieron que limitar los aspectos y desarrollo del carácter de algunos caracteres para centrarse en los caracteres principales para dar a la serie del anime una conclusión decente en la pequeña cantidad de episodios que la serie del anime se había ido para concluir la historia tan bien como fuera posible.

## Manga
El manga fue serializado en Japón en el compartimiento semanal de la revista Margaret de la publicación por Shueisha, con la primera instalación publicada el febrero de 1986. La serie del manga acabó en 1988 recogidos en 16 volúmenes tankoubon. Recientemente en 2000 la serie del manga fue reeditada en Japón, recogido en 8 volúmenes en forma encuadernada del tankoubon, con menos volúmenes, pero con más capítulos dentro de ellos y de páginas más grandes. La nueva versión reeditada del manga también ofreció diversas cubiertas de la original. Estas nuevas cubiertas ofrecen una mezcla de fotos en negro y el blanco de los gimnastas rítmicos que se realizan, y dibujos negros y blancos de Hikari. La serie del manga también fue lanzada en Italia por los tebeos de Edizioni Star y serializada con Starlight (una rama que publica de los tebeos de la estrella). La versión italiana del manga fue titulada "La leggenda di Hikary" (que significa literalmente la leyenda de Hikari) y recogido en 16 volúmenes pequeños con las cubiertas levemente alteradas de la original. Los tebeos de la estrella de Edizioni relanzaron la serie del manga en Italia comenzando con el primer volumen lanzado el mayo de 2003 por el precio de 3.10 Euros. La serie del manga fue lanzada, acabado en 16 volúmenes en agosto de 2004. El manga todavía es lanzado en Alemania, Francia, y España, donde fue también muy popular la serie de TV. Las series de Manga están llegando a ser más y más populares en estos países así que podría ser posible que la serie del manga sea lanzada en estos países en un futuro cercano.

## Anime

### Producción japonesa
La serie del anime que fue producida por Tatsunoko Production con el director de la serie de Tomomi Mochizuki originalmente ventiló en Japón del del 3 de mayo de 1986 al 20 de septiembre de 1986. Fue ventilada en la TV como otra serie de corriente del anime de la noche de sábado a partir de la 7:00-7:30 P. m. (19:00-19:30). La serie del anime fue moldeada con la información de la historia original dada por Izumi Aso, guionado con la participación de Hideki Sonoda, Mami Watanabe, Yasushi Hirano. Mientras que el anime tenía mucho hacer con gimnasia también tenía una buena cantidad de música que fue dirigida y arreglada por Eiji Kawamura con líricas de Goro Matsui que proporcionó temas de la abertura y de conclusión. El diseño del carácter fue hecho por Michitaka Kikuchi, y Toyoko Hashimoto. Hisato Otaki era el director de arte. Los directores de la animación eran Chuuichi Iguchi, Matsuri Okuda, Naoyuki Onda, Takayuki Goto y Yumiko Suda. El director de la fotografía era Kazunori Hashimoto y el artista del fondo era Kumiko Tada. A Aso asistió a toda esta gente que fue utilizado como consejero para mantener ciertas ideas del diagrama y desarrollo del carácter en la dirección derecha.

### Lista de episodios
La serie tiene 19 episodios. Los títulos de los episodios fueron cambiados durante la traducción al español y a otros idiomas, cuando la serie fue retransmitida en Europa.

### Actores de voz españoles
- Valentina (Hikari Kamijo) - Pilar Aguado González
- Mario (Takahaki Oishi) - Cholo Moratalla
- Lilliana (Hazuki Shiina) - Carmen Cervantes
- Coque (Mao Natsukawa) - Iván Jara
- comentarista - Jesús Rodríguez
- Madre de Mario (Madre) de Takaaki Oiishi - María Julia Díaz
- Dora (n/a) - Marta Sáinz
- Silvia (n/a) - Sara Vivas
- Voces Adicionales - José Carabias

### VHS y DVD Distribuidos
| VHS | 16 - 18 | 1 | - Audio original en alemán y créditos - Sin opciones o extras     | ---- | Alemania: 1994                 |
| VHS | 1 - 19  | 4 | - Audio original en italiano y créditos - Sin opciones o extras   | ---  | Italia: agosto de 2001         |
| DVD | 1 - 19  | 5 | - Audio original en japonés y créditos - Subtítulos franceses     | ---- | Francia: 15 de junio de 2006   |
| DVD | 1 - 19  | 4 | - Audio original en francés y créditos - Video Original: Mister D | ---- | Francia: 24 de octubre de 2006 |